# Phytomyza abdita
Phytomyza abdita este o specie de muște din genul Phytomyza, familia Agromyzidae, descrisă de Erich Martin Hering în anul 1927.
Este endemică în Elveția. Conform Catalogue of Life specia Phytomyza abdita nu are subspecii cunoscute.